# Miscelo
En la mitología griega, Miscelo o Miscilo fue un aqueo de la ciudad de Ripes a quien el oráculo mandó edificar una ciudad allí donde le sorprendiera la lluvia en tiempo seco.
Miscelo partió a Italia, y, al encontrar una mujer llorando, creyó interpretar la sentencia del oráculo, y levantó en aquel lugar la ciudad de Crotona.